# Orion und das Dunkel
Orion und das Dunkel ist eine US-amerikanische animierte Fantasy-Abenteuerkomödie, die von DreamWorks Animation produziert und von Mikros Animation animiert wurde. Regie führte Sean Charmatz, Drehbuch schrieb Charlie Kaufman, basierend auf dem gleichnamigen Kinderbuch von Emma Yarlett aus dem Jahr 2014. Zu den Originalsprecher gehören Jacob Tremblay, Paul Walter Hauser und Colin Hanks. Robert Lydecker und Kevin Lax komponierten die Musik zum Film.
Orion und das Dunkel wurde am 27. Januar 2024 im TUDUM Theatre in Los Angeles uraufgeführt und am 2. Februar auf Netflix veröffentlicht. Der Film erhielt positive Kritiken von Kritikern und wurde für Drehbuch, Animation, Themen und Darbietungen gelobt.

## Handlung
Orion ist ein äußerst ängstlicher 11-Jähriger mit einer umfangreichen Liste irrationaler Ängste. Er hält seine Ängste in seinem Tagebuch fest und ist nervös, dass er bei der bevorstehenden Exkursion ins Planetarium von Sally, seinem Schulschwarm, abgewiesen werden könnte. Eines Nachts, nach einem plötzlichen Stromausfall, wird Orion in seinem Schlafzimmer von Dunkel, der Verkörperung seiner schlimmsten Angst, begrüßt. Dunkel ist müde von Orions ständigen Beschwerden über ihn und bietet ihm an, ihn auf eine Reise mitzunehmen, um ihm zu helfen, seine Ängste zu überwinden, indem er ihm die Wohltaten und Wunder der Nacht zeigt. Unterwegs stellt sich heraus, dass ein erwachsener Orion die Geschichte seiner kleinen Tochter Hypatia erzählt, um ihr bei ihren Ängsten zu helfen.
Während ihrer Reise stellt Dunkel Orion seinen Mitnachtwesen Schlaf, Schlaflosigkeit, Stille, Rätselhaftes Geräusch und Traum vor. Dunkel überredet sie, Orion als Zeugen ihrer Arbeit zuzulassen, was sie widerwillig akzeptieren. Während sie reisen, zeigt Dunkel Orion, wie Stille Umgebungsgeräusche entfernt, Schlaf Menschen zum Schlafen bringt, Schlaflosigkeit Angst auslöst und manche Menschen aufweckt, Rätselhaftes Geräusch verschiedene Geräusche außerhalb von Häusern erzeugt und Traum für wunderbare Träume sorgt. Anfangs stört Orions ängstliches Verhalten die Arbeit der Nachtwesen, aber als Orion sich mit Dunkel vertraut macht und sich schließlich mit ihm anfreundet, hilft er den Nachtwesen bei ihren Aufgaben. Außerdem trifft Orion kurz auf Licht, den Erzfeind von Dunkel, der morgens das Tageslicht bringt, während Dunkel abends die Nacht bringt.
Als sie ihre Reise fortsetzen, bemerkt Orion versehentlich, dass er Licht der Dunkelheit vorzuziehen scheint, da Licht ihm ein sicheres und warmes Gefühl gibt. Niedergeschlagen geben die anderen Wesen ihre nächtlichen Pflichten auf und arbeiten daraufhin tagsüber. Wütend und traurig darüber, dass er verlassen wurde, bleibt Dunkel auf einem Berggipfel stehen. Ein schuldiger Orion fleht Dunkel an, sich zu bewegen, bevor Licht durch ihn hindurchdringt und ihn auflöst, aber Dunkel bewegt sich nicht, verschwindet schließlich und lässt Orion im Stich. Jetzt allein sitzt Orion auf dem Berggipfel, bei dem er erkennt, dass es sich um den Rücken einer fliegenden Schildkröte handelt, und schämt sich für seine Taten.
Nachdem die Geschichte zu Ende ist, gehen der inzwischen erwachsene Orion und seine Tochter Hypatia durch die Stadt zum Planetarium. Hypatia ist schockiert über sein Ende und schlägt eine andere Erzählung vor. Als sie die Geschichte übernimmt, wird Orion, der jetzt allein am Strand ist, von Hypatia empfangen, die verspricht, ihm zu helfen. Sie rezitiert ein Gedicht, das sie auf der Grundlage der bisherigen Geschichte geschrieben hat, und die Nachtwesen kehren zurück, nachdem sie Zeuge des Chaos geworden sind, das endloses Tageslicht ohne Nacht mit sich bringt, um das natürliche Gleichgewicht der Welt aufrechtzuerhalten. Sie erinnern sich daran, dass Dunkel die buchstäbliche Verkörperung von Orions schlimmster Angst ist, und erkennen, dass Orion schlafen und von Dunkel träumen muss, um ihn zurückzubringen.
Mit der Hilfe von Traum dringen die beiden Kinder in Orions Unterbewusstsein ein und beschwören Dunkel erfolgreich aus der Erinnerung an das erste Mal, als sie sich in Orions Schlafzimmer trafen, herauf. Das Wiedersehen wird jedoch abgebrochen, als sich seine Schranktür öffnet und ein schwarzes Loch zum Vorschein kommt, das Dunkel anzuziehen versucht. Orion lernt schließlich, seine Ängste zu akzeptieren und springt ein, um Dunkel zu retten, während Stille ihn gerade rechtzeitig sanft weckt, damit sie aus dem Traum herauskommen können. Dunkel taucht wieder auf, stellt die natürliche Ordnung der Welt wieder her und bringt die Kinder zu Orions Haus zurück, bevor er sich von ihnen verabschiedet. Nach Dunkels Weggang steckt Hypatia nun 20 Jahre in ihrer Vergangenheit fest und hat keine Möglichkeit, nach Hause zurückzukehren. Dieses Problem wird jedoch gelöst, als ein kleiner Junge namens Tycho in einer Zeitmaschine ankommt, um Hypatia zurückzubringen.
Die Geschichte endet erneut und es zeigt sich, dass eine erwachsene Hypatia die Geschichte ihrem Sohn Tycho erzählt. Am Ende der Geschichte geht Hypatia nach draußen, um ihrem Vater und ihrer Mutter, dem inzwischen viel älteren Orion und Sally, eine gute Nacht zu sagen, während die Szene zum Anfang zurückkehrt, wo ein junger Orion und Sally auf der Exkursion ins Planetarium die Sterne betrachten.

## Sprecher
Die deutsche Synchronfassung entstand bei der Hermes Synchron in Potsdam unter der Regie und nach einem Dialogbuch von Susanne Boetius mit Hilfe des Synchronassistenten Jesco Wirthgen.
| Figur                 | Originalsprecher   | Deutscher Sprecher |
| --------------------- | ------------------ | ------------------ |
| Erzähler              | Werner Herzog      | Hubert Burczek     |
| Orion Mendelson       | Jacob Tremblay     | Anton Hoffmann     |
| … erwachsen           | Colin Hanks        | Bastian Sierich    |
| Dunkel                | Paul Walter Hauser | Peter Sura         |
| Traum                 | Angela Bassett     | Anna Dramski       |
| Licht                 | Ike Barinholtz     | Sascha Rotermund   |
| Schlaf                | Natasia Demetriou  | Katharina Spiering |
| Schlaflosigkeit       | Nat Faxon          | Rainer Fritzsche   |
| Rätselhaftes Geräusch | Golda Rosheuvel    | Marion Musiol      |
| Stille                | Aparna Nancherla   | Anja Rybiczka      |
| Hypatia               | Mia Akemi Brown    | Laetitia Herzog    |
| … erwachsen           | Shannon Chan-Kent  | Eva Thärichen      |
| Sally                 | Shino Nakamichi    | Martha Prima       |
| … erwachsen           | Ren Hanami         | Martha Prima       |
| Tycho                 | Nick Kishiyama     | Jakob Gisbertz     |

## Kritiken
Orion und das Dunkel erhielt ein gutes Presseecho, was sich auch in den Auswertungen US-amerikanischer Aggregatoren widerspiegelt. So erfasst Rotten Tomatoes größtenteils positive Besprechungen und ordnet den Film damit als „Zertifiziert Frisch“ ein. Laut Metacritic fallen die Bewertungen im Mittel „Grundsätzlich Wohlwollend“ aus.